# Rainbow Family

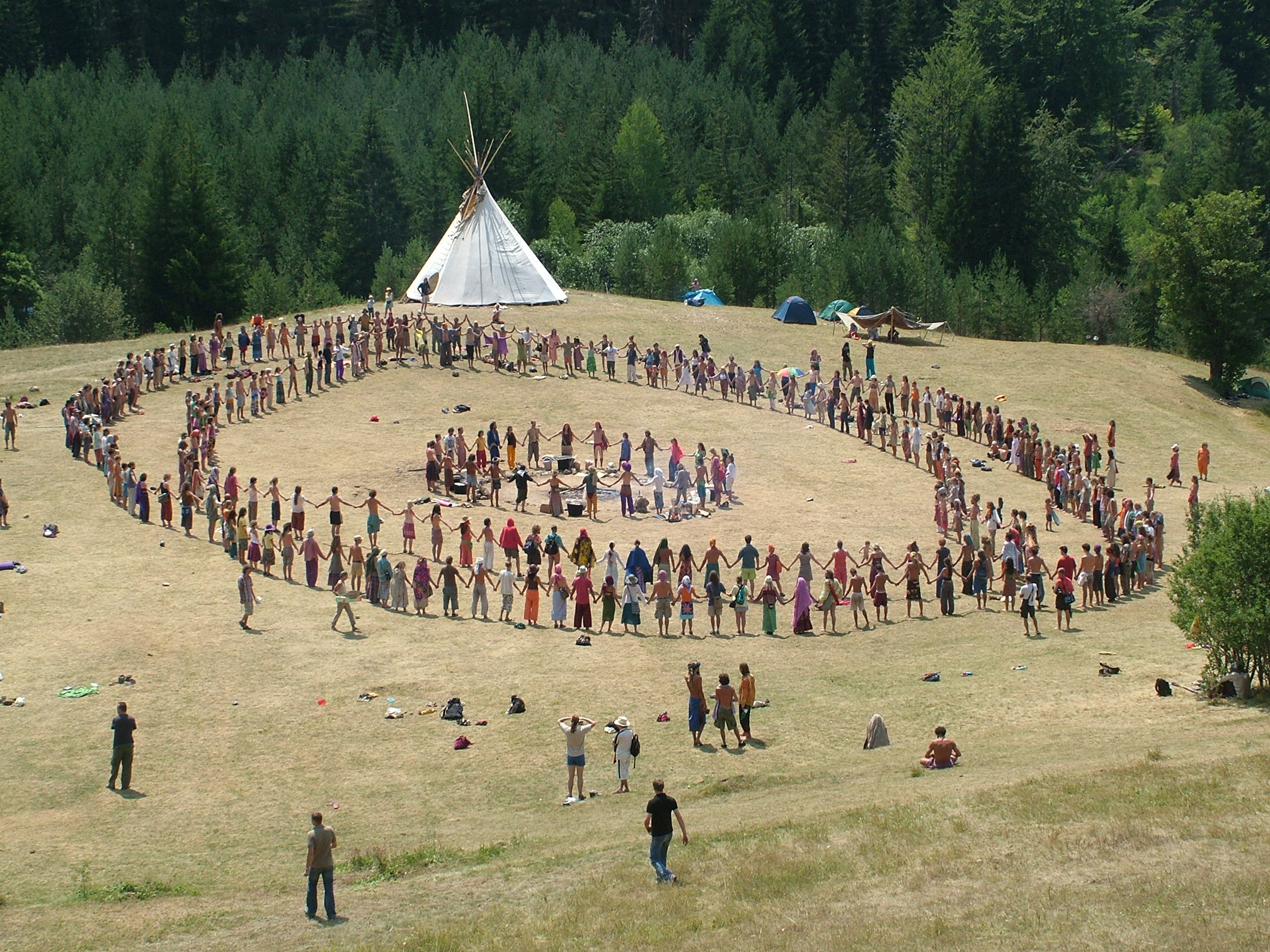
Rainbow Gathering 2007 v Bosně

Rainbow Family je zkrácený obecně užívaný název pro hnutí The Rainbow Family of Living Light.
Jde o hnutí komunity hippies, pořádající každoročně srazy zvané Rainbow Gathering.
Název „The Rainbow Family of Living Light“ je inspirován starými indiánskými legendami s názvem Bojovníci duhy (Warriors of the Rainbow). Legendy obsahují i téměř 250 let staré proroctví indiánské stařeny z kmene Cree, v němž se mj. praví: „Až Země bude zpustlá, řeky otrávené, moře zčerná a ptáci začnou padat z nebe, pak v poslední chvíli Indián znovu získá svého ducha, spojí se s bílým mužem a naučí ho ctít Zemi. Společně povstanou proti ničení a stanou se Bojovníky duhy.“
Většina „kmenových rituálů“ v táboře Rainbow Family pochází z rituálů pueblanských indiánů kmene Hopi.

## Historie a původ
Rainbow Family byla založena v roce 1968 v San Francisku jako jedna z odnoží hnutí hippies na americkém Woodstocku. Při této příležitosti se utvořila skupina lidí, která měla ráda svobodný život, ale na podobných setkáních jí vadila například konzumace alkoholu, drog či hlasitá elektronická hudba. Tito lidé pak hledali hlubší duchovní přesah. 
Od roku 1972 pořádá v USA své každoroční setkání během prvního týdne v červenci. Později se Rainbow Family rozšířila i do jiných zemí světa.

## Myšlenky a praktiky
Hnutí je volné mezinárodní uskupení jednotlivců, kteří mají společný cíl, snaží se o dosažení míru a lásky na Zemi.
Nemá žádné oficiální vůdce nebo struktury, žádné oficiální mluvčí, ani žádné formální členství. Přesně vzato, pouze cíle jsou stanoveny jednotlivě, neboť nikdo nemůže tvrdit, že zastupuje všechny členy hnutí slovem nebo skutkem. I pro kulturu původně dobyvačných bělochů tak na základě ideálů přírodních národů předpokládají návrat k "původnímu", přírodnímu indiánskému duchu a způsobu života.

## Rainbow Gathering
Rainbow Gathering jsou pravidelná setkání Rainbow Family, které se pořádají jak celosvětově, tak i celoevropsky a národně. Národní srazy se obvykle pořádají častěji. Náboženský infoservis informoval například o česko-slovenském setkání roku 2020.

### Evropské Rainbow Gathering
Evropská setkání se konají vždy v létě každoročně v jiné evropské zemi. V Česku se konalo v roce 1995, v Novohradských horách. 
 Další setkání se konalo 11. září 2022, podle zdrojů pod názvem Rainbow Healing.

## Hnutí v kultuře
Český autor, cestovatel, hudebník a přírodovědec Sebastian Prax vydal roku 2023 autobiografický román Hledání střední cesty, v němž popisuje svou duchovní cestu k tomuto hnutí. Tentýž se rovněž účastní i Divine festivalu, který se koná od roku 2021 v Hořicích v Podkrkonoší.